# 北京汽车男排
北京汽車男子排球俱乐部 (Beijing Baic Motor Men's Volleyball Club)，是位于北京的中国男子排球俱乐部，為中国男子排球超級联赛參賽球隊之一，由北京汽車贊助。
北京汽車男排在中國男排联赛中赢得了4个冠军，分別為2012/13賽季、2013/14賽季、2020/21賽季以及2022/23赛季。

## 歷史
2010年9月14日，由北京市体育局与北汽集团合作建立。北京汽车排球俱乐部包含北京汽车男排和北京汽车女排两支参加中国排球联赛的队伍，同时肩负后备人才的培养重任。北汽男排在2012/13賽季就首度獲得聯賽冠軍，2013/14赛季蝉联冠军。2013年8月，以北汽男排为班底的北京队，荣登十二届全运会冠军宝座，从而成就了北京排球的殊荣，开创了北京排球的新时代。
北汽男排自2012-2013赛季开始，连续引入多名实力外援，不但提升了整体实力，而且促进了本土选手的进步和提高。随后，北京汽车排球俱乐部继“引进来”之后又探索出新的“送出去”模式。首先，俱乐部为男、女排增加许多实战机会，先后赴美国、韩国、越南及欧洲多个国家与高水平职业俱乐部切磋学习。

## 現時球員

### 2018/19賽季球員名單
| 號碼 | 球員          | 位置   | 身高 (m) | 出生日期   |
| 1    | 殷杰          | 主攻   | 1.97     | 07/06/1995 |
| 2    | 莱昂纳多·雷瓦 | 主攻   | 2.06     | 23/03/1990 |
| 3    | 胡希召        | 副攻   | 1.99     | 25/02/1993 |
| 4    | 王东宸        | 副攻   | 2.00     | 01/06/2000 |
| 5    | 张秉龙        | 主攻   | 1.98     | 11/09/1994 |
| 6    | 李润铭        | 二传   | 2.00     | 01/03/1990 |
| 7    | 凱文·提列     | 主攻   | 1.90     | 11/02/1990 |
| 8    | 康慷          | 二传   | 1.98     | 21/11/1984 |
| 9    | 杨帆          | 副攻   | 2.00     | 22/08/1988 |
| 10   | 谷佳豐        | 副攻   | 2.03     | 27/09/1996 |
| 11   | 江川          | 接应   | 2.03     | 09/08/1994 |
| 12   | 王琛          | 接应   | 1.96     | 16/11/1987 |
| 13   | 韓皇光        | 自由人 | 1.78     | 15/01/1996 |
| 14   | 马俊杰        | 主攻   | 1.87     | 16/03/2001 |
| 15   | 邓忻朋        | 主攻   | 2.02     | 04/10/2001 |
| 16   | 單慶濤        | 自由人 | 1.94     | 16/01/1986 |
| 17   | 陈涛          | 自由人 | 1.75     | 04/10/1992 |
| 18   | 刘航雨        | 主攻   | 1.89     | 25/06/1996 |
| 19   | 刘泽          | 二传   | 1.95     | 21/04/1998 |
| 20   | 刘浩          | 主攻   | 2.08     | 11/04/1997 |

## 主要荣誉
- 2020-2021 中国男子排球联赛冠军
- 2017-2018 中国男子排球联赛亚军
- 2016-2017 中国男子排球联赛亚军
- 2015-2016 中国男子排球联赛亚军
- 2014-2015 中国男子排球联赛季军
- 2014年 亚洲男子排球俱乐部锦标赛第三名
- 2013-2014 中国男子排球联赛冠军
- 2013年第十二届 全国运动会成年男子组冠军
- 2012-2013 中国男子排球联赛冠军

## 外部連結
- 北京汽車排球俱樂部官方網站